# Den ena kärleken och den andra
Den ena kärleken och den andra är en svensk TV-serie från 1993 i regi av Eva Bergman. Den producerades av Sveriges Television och sändes i tre delar samma år (29 september, 6 oktober, 13 oktober).

## Handling
Tina (Lena Endre) reser ner till en ö i Grekland. Väl där träffar hon Elias (Stratos Georgeoglou) och tyckte uppstår. Tina stannar kvar på ön och de två förlovar sig.

## Rollista
- Lena Endre - Tina
- Stratos Georgeoglou - Elias
- Maria Lundqvist - Marianne
- Sven-Åke Gustavsson - Johan, Tinas bror
- Agneta Ekmanner - Tinas mor
- Lennart Hjulström	- Tinas far
- Magda Katsouli - Elias mor
- Thomas Hanzon - grannen
- Mariann Rudberg - restaurangkonsulenten
- Sven Angleflod - arbetskamraten
- Maria Hedborg - Anita

### Fotnoter
1. 1 2  ”Den ena kärleken och den andra”. Svensk Filmdatabas. http://sfi.se/sv/svensk-filmdatabas/Item/?itemid=18398&type=MOVIE&iv=Basic. Läst 4 augusti 2012.